# Van Veeteren – Fallet G
Fallet G är en svensk-tysk-dansk-norsk-finsk thriller från 2006 i regi av Rickard Petrelius med Sven Wollter, Eva Rexed och Thomas Hanzon i huvudrollerna. Filmen, som släpptes direkt på video, hade svensk DVD-premiär den 12 juli 2006.

## Handling
En kvinna misstänker att hennes man är otrogen och anlitar en försupen privatdetektiv för att spionera på honom och ta reda på om så är fallet. När kvinnan senare hittas död på botten av en torrlagd swimmingpool tror utredarna att det är en olycka. Van Veeteren får dock reda på att maken är en gammal bekant/ärkefiende, Jaan G. Hennan(även kallad enbart G), och blir övertygad om att det handlar om mord. Det stora problemet för Van Veeteren är att Hennan har ett vattentätt alibi som gör att åklagaren inte kan sätta fast honom. Sju år senare försvinner privatdetektiven Maarten Verlangen mycket mystiskt som gör att Van Veeteren åter tar upp det gamla fallet, fast besluten på att lösa mordet och sätta sin gamla ärkefiende inför rätta. Filmens/bokens namn fallet G kommer av att den misstänkte kallades just enbart "G".

## Rollista
- Sven Wollter - Van Veeteren
- Thomas Hanzon - Münster
- Eva Rexed - Eva Moreno
- Dag Malmberg - Jan G. Hennan/Haans Kellerman oftast kallas "G"
- Nadja Weiss - Ellike Kellerman
- Chatarina Larsson - Ulrike Fremdli
- Josef Säterhagen - Erich Van Veeteren.
- Frida Westerdahl - Marlene Van Veeteren
- Ulf Friberg - De Klerkk
- Sven Angleflod - Krause
- Pierre Tafvelin - Renberg
- Birgit Carlstén - Lippmann
- Lo Kauppi - Belle Vargas
- Monica Stenbeck - Amelia Trotta
- Jan-Erik Emretsson - Maarten Verlangen
- Stig Engström - Leitner
- Niklas Falk - Keymer
- Ia Langhammer - Geraldine
- Mellika Melouani Melani - Sylvia Maagerboas